# Zschieren
Zschieren ist ein Stadtteil von Dresden. Er gehört zum statistischen Stadtteil Kleinzschachwitz im Stadtbezirk Leuben.

## Lage

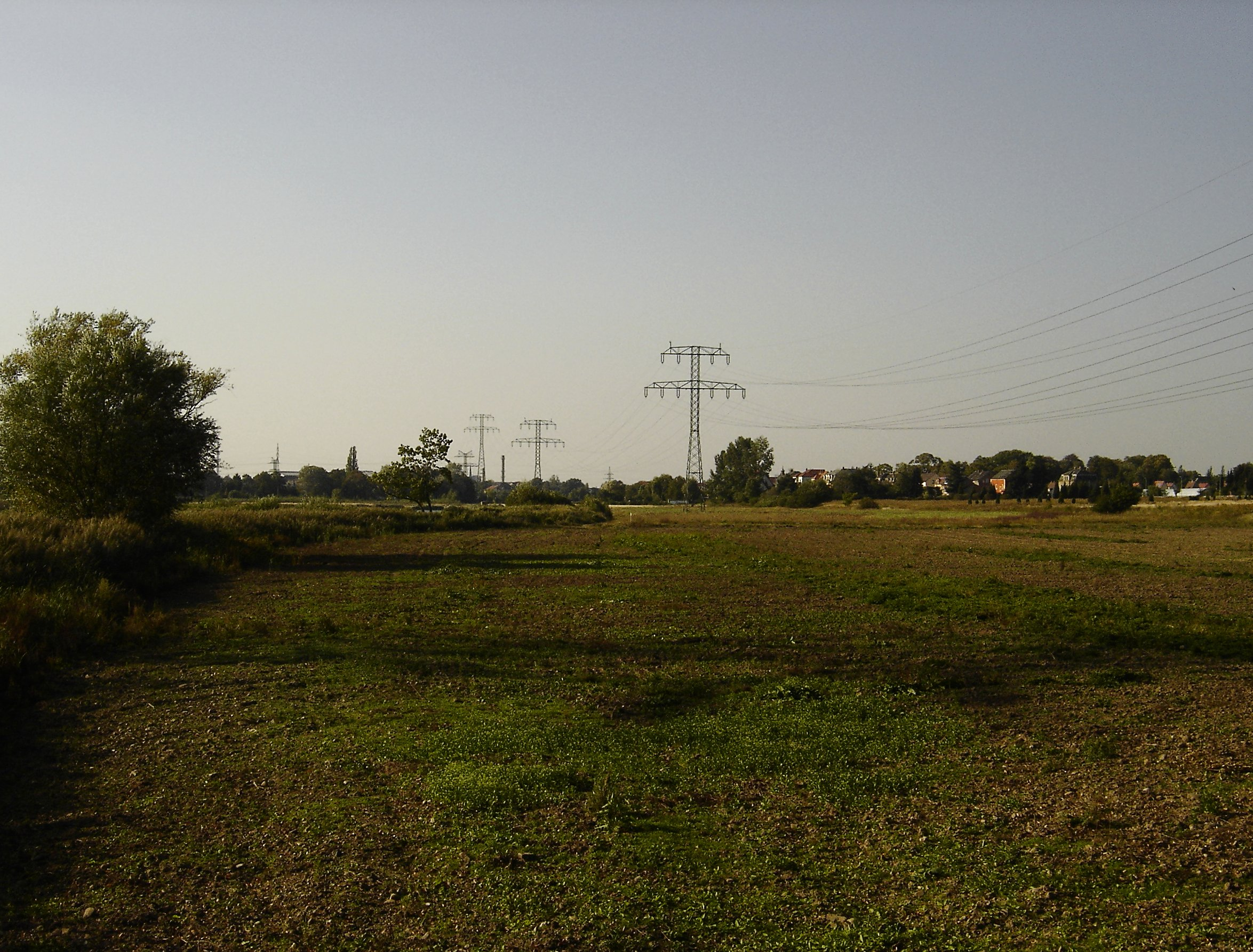
Altarmsenke der Elbe bei Zschieren

Zusammen mit Kleinzschachwitz liegt Zschieren auf einem Umlaufberg der Elbe gegenüber von Pillnitz. Zu den südlichen und östlichen Teilen Zschierens gehört ein alter Elbarm, der tiefer liegt als Zschieren selbst und Zschieren und Kleinzschachwitz bei Hochwasser einschließt.
Im Süden wird Zschieren durch Heidenau, im Westen durch Meußlitz begrenzt. Nordwestlich benachbart liegt Kleinzschachwitz. Im Nordosten und Osten, auf der anderen Elbseite, befinden sich Pillnitz und Söbrigen.

## Geschichte
Das Dorf Zschieren ist altsorbischen Ursprungs. Durch den Adligen Ramvoldus de Schirin wurde es 1242 erstmals urkundlich erwähnt, zugleich ist dadurch ein Herrensitz belegt. Die Herren von Zschieren dürften Vasallen der Burggrafen von Dohna gewesen sein und könnten mit Ramwoltitz in Verbindung stehen, einer Wüstung in Richtung Dresden. Durch seine Nähe zur Elbe und die Lage an der Frontseite der alten Elbinsel ist Zschieren immer wieder stark von Hochwasser getroffen. So wurden beispielsweise 1784 drei Häuser zerstört und 1830 zwei Gebäude von den Wassermassen fortgerissen.
Erst im 20. Jahrhundert wurde Zschieren urban erschlossen und ein Wohnvorort. 1930 wurde das Strandbad Wostra angelegt, das heute einen Komplex aus Freibad und Campingplatz bildet. Am 1. Juli 1950 wurde Zschieren nach Dresden eingemeindet. In der Folgezeit entstanden einige Kiesgruben im alten Elbarm.

## Bebauung und Kulturdenkmale

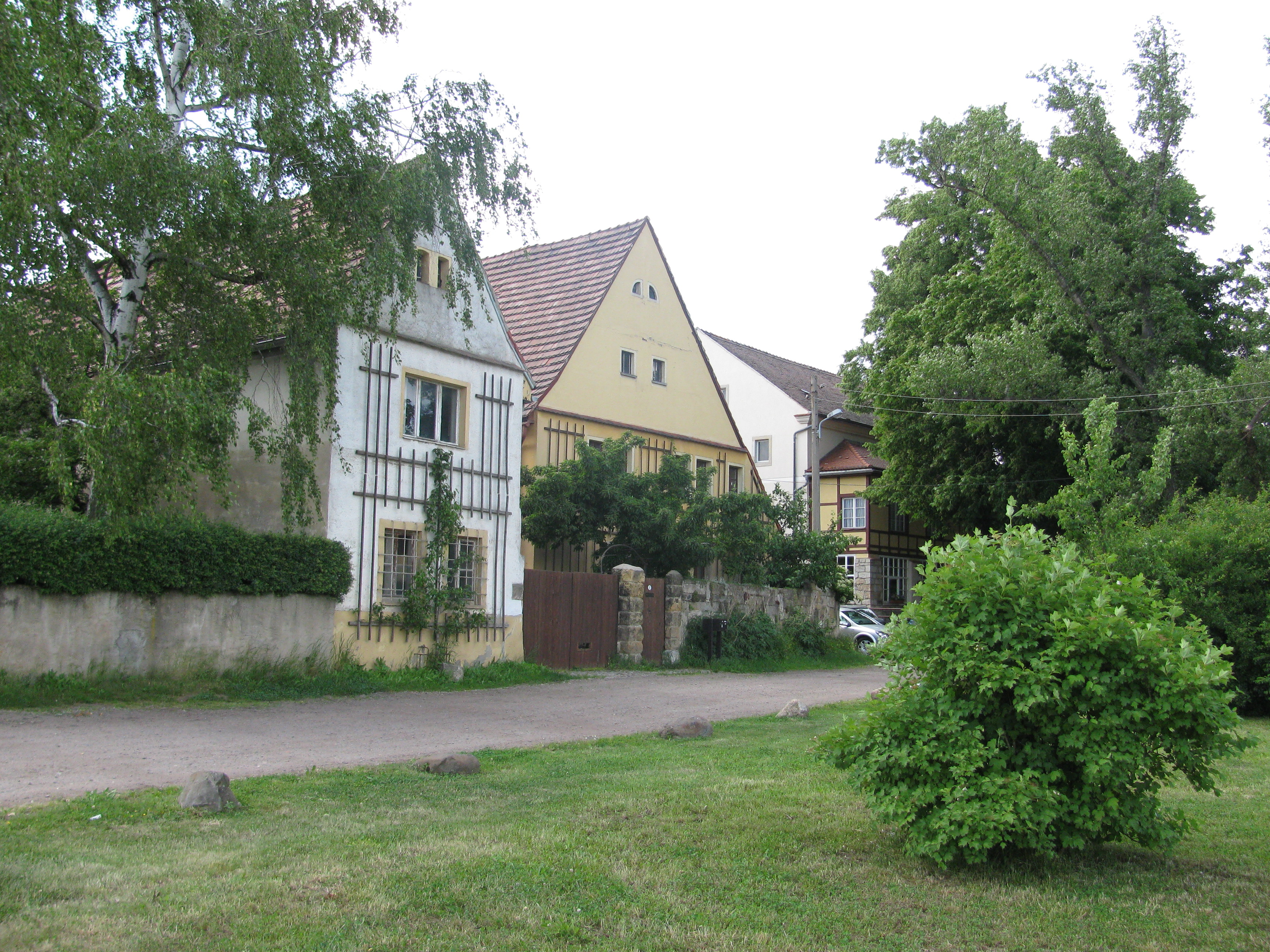
Dorfkern von Zschieren

Entlang der Elbe wurden in Zschieren vor allem bürgerliche Villen gebaut, die keinen markanten Übergang zu Kleinzschachwitz erkennen lassen. Der nordwestliche Teil Zschierens wird deswegen häufig fälschlicherweise Kleinzschachwitz zugeordnet.
Weite Teile Zschierens sind durch genossenschaftliche Doppelhäuser aus den 1930er bebaut und durch schlichte Mehrfamilienhäuser entlang der Hauptstraßen. Der Dorfkern Zschierens liegt ganz im Osten.

## Verkehr
Westlich des Stadtteils befindet sich die Endhaltestelle Kleinzschachwitz der Straßenbahnlinie 2. Die Straßenbahnfahrt in die Innenstadt dauert etwa 30 Minuten. Direkt durch Zschieren verkehren die Stadtbuslinien 65 und 86. Sie verbinden den Stadtteil u. a. mit dem Dresdner S-Bahn-Netz (Bahnhöfe Heidenau und Dobritz der Linien S 1 und S 2).

## Zschierener Kiesgruben

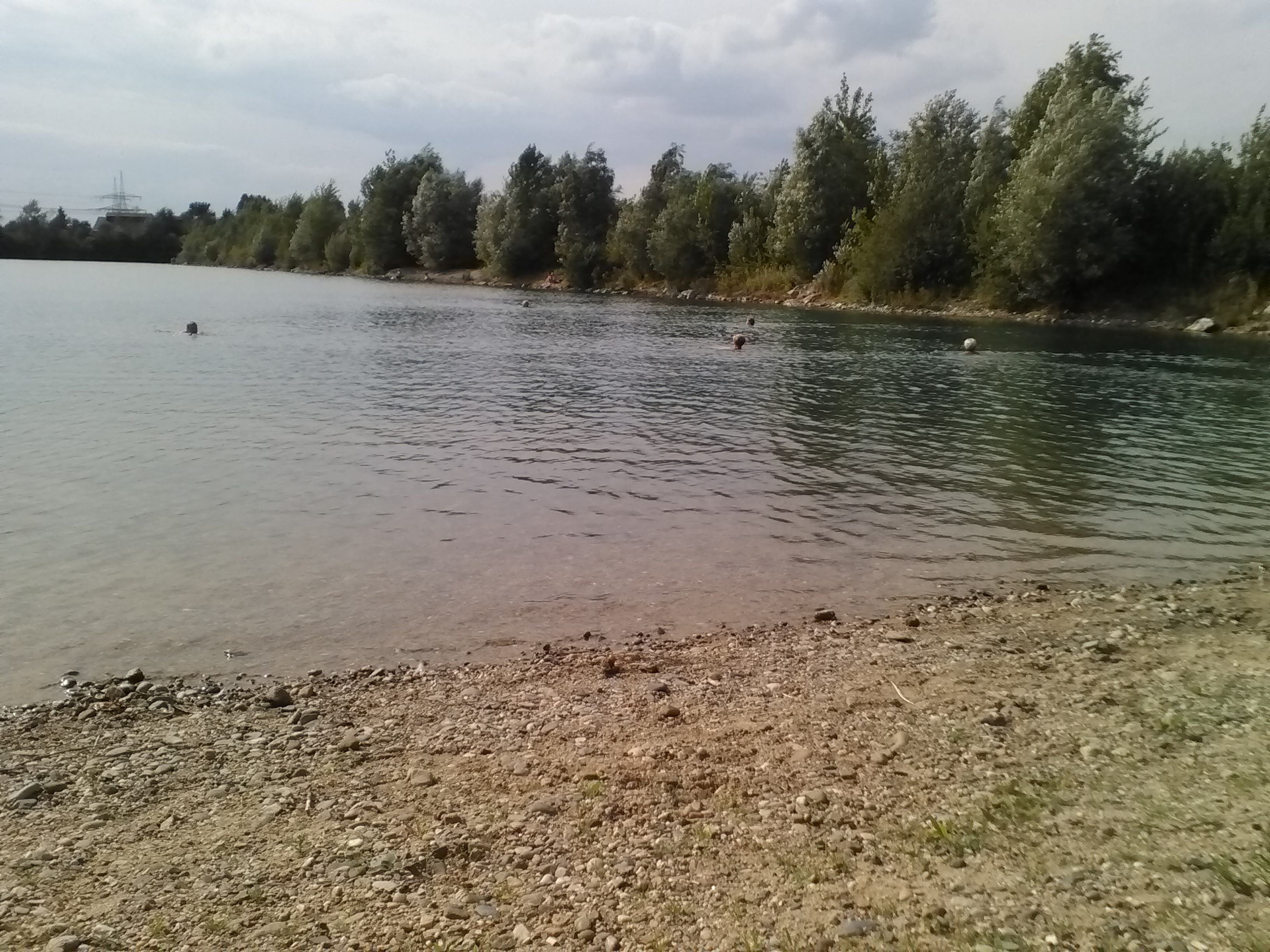
Kiesgrube an der Tronitzer Straße

Ab 1981 wurde in Zschieren ein Kiestagebau betrieben. Die drei Abbaufelder I,III und IV wurden beim Jahrhunderthochwasser der Elbe im August 2002 vollständig überschwemmt und der Kiesabbau danach eingestellt. Die nach Beendigung des Kiesabbaus verbliebenen Kiesgruben befinden sich in einem alten, trockengelegten Elbarm und sind Bestandteil des Landschaftsschutzgebiets Dresdner Elbwiesen und -altarme.
Die an der Tronitzer Straße auf dem Abbaufeld IV  gelegene Kiesgrube wurde von den Dresdnern bisher zum Baden genutzt, obwohl das bei dieser Bergbaufläche verboten war. Nachdem die Kiesgrube Anfang 2018 eingezäunt wurde, erfolgte die Verfüllung mit Bodenaushub von Dresdener Baustellen.

## Persönlichkeiten
- Friedrich Vetters (* 6. August 1861 in Zschieren; † 9. März 1932 in Gießen), Landtagsabgeordneter